# Liste de devises de villes
Cette page présente, par pays, une liste de devises de villes :

## Allemagne
- Chemnitz : « Stadt der Moderne »[réf. nécessaire]
- Clausthal-Zellerfeld : Supernas avertit Iras[1]
- Munich : « München mag Dich » (Munich vous aime)[réf. nécessaire]. Avant 2006, la devise était « Weltstadt mit Herz » (ville cosmopolite avec un cœur)[réf. nécessaire].
- Sarrelouis : Dissipat atque fovet (Le soleil disperse les nuages et chauffe la Terre)[2]

## Australie
- Adélaïde : Ut Prosint Omnibus Conjuncti (Unis pour le bien commun)[3]
- Blacktown : Progress[réf. nécessaire]
- Brisbane : Meliora sequimur (Nous aimons pour le meilleur)[4]
- Hobart : Sic Fortis Hobartia Crevit (Ainsi, en force, Hobart crût)[5]
- Melbourne : Vires acquirit eundo (Elle acquiert forces en marchant)[6]

## Belgique
- Audenarde : Prudentia duce, comite fortitudine (1676)[réf. nécessaire]
- Binche : Plus Oultre[réf. nécessaire][7]
- Courtrai : Nec auro, nec armis[réf. nécessaire]
- Verviers : Publicité, sauvegarde du peuple[8]

## Brésil
- São Paulo : Non ducor, duco (1917)[9]

## Canada

### Alberta
- Edmonton : Industry, Integrity, Progress (L'industrie, l'intégrité, le progrès)[10]

### Ontario
- Ottawa : Advance - Ottawa - en Avant[11]
- Toronto : Diversity Our Strength (La Diversité est notre force)[12]

### Québec
- Laval : Unité, progrès, grandeur [13]
- Longueuil : Labor et concordia (Travail et concorde)[14]
- Montréal : Concordia salus (Le salut par la concorde)[15]
- Québec : Don de Dieu feray valoir[16]
- Saint-Lambert (Montérégie) : Maximus in minimis (Se montrer grand jusque dans les détails infimes)[17]
- Sherbrooke : Ne quid nimis (Rien de trop)[18]
- Terrasse-Vaudreuil : Veritas caritas unitas (Unité Vérité Charité)[19]
- Trois-Rivières : Deus nobiscum quis contra (Si Dieu est avec nous, qui sera contre nous?) [20]
- Saguenay : Au bout du fjord, un royaume

## Congo (République du)
- Pointe-Noire Labor improbus omnia vincit

## Espagne
- Séville : NO8DO (rébus : le 8 est en fait un écheveau de laine (madeja), ce qui fait no-madeja-do ou no me ha dejado, « elle ne m'a pas abandonné »)[21]

## États-Unis
- Boston, Massachusetts : Sicut patribus sit deus nobis (Dieu soit pour nous ce qu'il fut pour nos pères)[22].
- Brooklyn, New York : Eendraght Maeckt Maght (L'union fait la force)
- Chicago, Illinois : Urbs In Horto (Ville dans un jardin)[23]
- Détroit, Michigan : Speramus meliora; resurget cineribus (Nous espérons des temps meilleurs, elle renaîtra des cendres)[24].
- Minneapolis, Minnesota : En Avant[25]
- Philadelphie, Pennsylvanie : Philadelphia maneto (Que l'amour fraternel demeure)[26]
- Richmond, Virginie : Sic itur ad astra (Ainsi atteint-on les astres)[27]
- San Francisco, Californie : Oro en paz, fierro en guerra (Or en paix, fer en guerre)[28]
- Washington, D.C. : Justitia Omnibus (Justice pour tous)[29]

## France

### A
- Abbeville : Fidelis[OBM 1],[30]
- Agen : Nisi Dominus custodierit civitatem, frustra vigilat qui custodit eam (Si le Seigneur ne gardait pas la cité, celui qui la garde veillerait en vain)[HT 1],[31]
- Aix-en-Provence : Generoso sanguine parta (Issue d'un sang noble)[32],[33]
- Albi : Stat baculus, vigilatque leo, turresque tuetur (La crosse se tient debout tandis que le lion veille et défend les tours)[OBM 1],[34]
- Ambert : Fais ce que devra, adviegne que porra[HT 2]
- Amiens : Liliis tenaci vimine jungor (Un lien puissant m'unit aux lys)[OBM 1],[35]
- Ancenis : Folium ejus non defluet (Son feuillage ne tombera pas)[HT 3],[36]
- Andernos-les-Bains : Antiqua, Nova, Semper amœna (Ancienne, Moderne, Toujours accueillante)[37].
- Angers : Antique clef de France[38]
- Angoulême : Fortitudo mea civium fides (Ma force est dans la fidélité de mes citoyens) : même devise que Cognac et Périgueux[39],[40]
- Annonay : Cives et semper cives (Citoyens et toujours des citoyens)[OBM 2],[41]
- Antibes : Fidei servandæ exemplum  (Exemple de la fidélité gardée)[HT 4],[42]
- Antony : Parvus ubi pagus fuit Urbem jam alluit unda (Là où était un petit village, l'onde désormais baigne une ville)[43]
- Anzin : Urit et alit (Il brûle et alimente)[HT 5],[44]
- Apt : Felicibus apta triumphis (Apte à d'heureux triomphes)[HT 6],[45]
- Arbois : 
  - Sic his quos diligo (Ainsi fais-je pour ceux que j'aime)[46],[47]
  - Ainsi Dieu aide Arbois[HT 7],[48]
- Arcachon :
  - Heri solitudo, Hodie vicus, Cras civitas (Hier désert, aujourd'hui village, ville demain)[46],[49]
  - Heri solitudo, Hodie civitas (Hier le désert, aujourd'hui une ville), figure sur la médaille du centenaire de la ville en 1957[46].
- Ardres : Brave et fidèle[HT 8],[50]
- Argentan : Jovi mea serviet ales (Mon oiseau est au service de Jupiter)[HT 9],[51]
- Arles : 
  - Nobilis in primis dici solet ira leonis  (La colère du lion passe pour être des plus nobles)[HT 10],[52]
  - Urbs Arelatensis est hostibus hostis et ensis  (La ville d'Arles est pour ses ennemis un glaive ennemi)[HT 10],[53]
  - Nullum moritura per ævum (Elle ne mourra jamais)[HT 10],[54]
  - Ab ira leonis (Loin de la colère du lion)[HT 10],[55]
  - Alma leonis uri arelatensis hostibus est, nisi ab ira leonis[OBM 2].
  - Ab ira leonis, urbs Arelatensis hostibus hostis et ensis[OBM 2].
- Armentières : Pauvre mais fière[HT 11],[56]
- Arnay-le-Duc : Arneti læta juventus (Arnay a une jeunesse joyeuse)[HT 12],[57]
- Aspremont : Asper sed liber[58]
- Aumale : Trinitati[réf. nécessaire]
- Astaffort : Stat fortiter (Elle tient solidement)[HT 13],[59]
- Aubusson : Inter spinas floret (Elle fleurit au milieu des épines)[HT 14],[60]
- Auch : Tot solet no pot Aux (Auch ne peut rien toute seule)[HT 15],[61]
- Autun : Soror et æmula Romæ (Sœur et émule de Rome)[HT 16],[62]
- Auxerre : Notre-Dame d'Auxerre![réf. nécessaire]
- Avallon : 
  - Esto nobis, domine, turris fortitudinis (Sois nous, Seigneur, une tour inexpugnable)[OBM 3],[63]
  - Turris Avallonis[OBM 3],[64]
- Avesnes-le-Comte : Actibus ordinat (Elle décide des actions)[HT 17],[65]
- Avignon : Unguibus et rostro (Avec des griffes et un bec)[OBM 3],[66]

### B
- Bagnères-de-Luchon : Balneum Lixonense post Napolitense primum (Les bains de Luchon premiers après ceux de Naples)[HT 18],[67]
- Bandol : Dux navigantium salus (Guide et salut des navigateurs)[HT 19],[68]
- Bar-le-Duc : Plus penser que dire[HT 20],[69]
- Batz-sur-Mer : Terre et mer ne crains[70].
- Bayonne : Nunquam polluta[71] - « Jamais souillée »
- Bazas : Bazas, 11 mars 1814[HT 21],[72]
- Beaucaire : Potius mori (Plutôt mourir)[HT 22],[73]
- Beaufort-en-Vallée : In bello fortis (Fort au combat)[HT 23],[74]
- Beaugency : Manibus date lilia plenis (Donnez des lys à pleines mains)[HT 24],[75]
- Beaujeu : À tout venant Beaujeu[HT 25],[76]
- Belvès : In medias res (Au milieu des choses)[77].
- Beaune : 
  - Causa nostræ lætitia (Raison de notre joie)[HT 26],[78]
  - Orbis et urbis honos (Honneur de la ville et du monde)[HT 26],[79]
- Beauvais : Palus ut hic fixus, constans et firma manebo (Comme le pieu fixé ici, je resterai constante et solide)[OBM 3],[80]
- Belleville-sur-Saône : Durabo (Je durerai)[HT 27],[81]
- Berck : Undis et arena (Par les eaux et le sable)[HT 28],[82]
- Berre : Berream Deus protegere velit (Dieu veuille protéger Berre)[HT 29],[83]
- Besançon : 
  - Plût à Dieu [HT 30],[84]!
  - Utinam [OBM 3]!
  - Obediantia felicitatis mater (Obéissance est mère du bonheur)[HT 31],[85]
  - Deo et Cæsari fidelis perpetuo (Toujours fidèle à Dieu et à César)[46],[86]
  - Suis tuta columnis.[réf. nécessaire]
  - Utrimque libera (1665).[réf. nécessaire]
  - Corde gero cod corde colo (1666).[réf. nécessaire]
- Biarritz : Aura, sidus, mare adjuvant me (J'ai pour moi les vents, les astres et la mer)[87]
- Blaye : Aquitaniæ stella clavisque (Étoile et clef de l'Aquitaine)[88]
- Blois : Cominus et eminus (De près et de loin)[HT 32],[89]
- Bohain : Pro patria in finibus (Pour la défense de la patrie sur sa frontière)[HT 33],[90]
- Bolbec : Par la noblesse et l'industrie[HT 34],[91]
- Bollène : Fortissima concordia turris (La concorde est la plus forte des tours)[HT 35],[92]
- Bondy : Heureux sous son ombre[HT 36],[93]
- Bordeaux : Lilia sola regunt lunam, undas, castra, leonem (Il n'y a que les Lys qui gouvernent la Lune, ses eaux, ses fortifications et le Léopard)[OBM 4],[94]
- Bourges :
  - Crux michi sola est (XVIe siècle)[OBM 4]
  - Summa imperii penes Bituriges (Le souverain pouvoir appartient aux Bituriges)[HT 37],[95]
- Bourgoin : Fausta surgunt lumina (Se lèvent des jours favorables)[HT 38],[96]
- Bourg-Saint-Andéol : His fulta manebit unitas (Sur de tels soutiens, l'unité se maintiendra)[HT 39],[97]
- Brioude : Concordia et Labore (Entente et travail)[HT 40],[98]
- Brive-la-Gaillarde : Briva inferioris Lemovicci caput (Brive, capitale du Bas-Limousin)[HT 41],[99]
- Bruay-la-Buissière : Terre de valeurs, ville d'avenir[100]
- Bry-sur-Marne : Movlt viel qve Paris[HT 42],[101]
- Buis-les-Baronnies : Deus noster refugium et virtus (Dieu, notre refuge et notre force)[HT 43],[102]

### C
- Cabannes : Volat fama per orbem (La renommée vole à travers le monde)[HT 44],[103].
- Cahors : « Sèm de Caurs e n'avèm pas paur », tournure occitane, à savoir « Nous sommes de Cahors et nous n'avons pas peur ».[réf. nécessaire]
- Caen : Un Dieu, un roy, une foy, une loy[HT 45],[104]
- Caluire-et-Cuire : Un vrai plaisir de ville[105]
- Calvi : Civitas Calvi Semper Fidelis (La ville de Calvi toujours fidèle)[106]
- Camblanes-et-Meynac : Bèt cèou, bèt peïs, boun vin, bounes gens.
- Cambrai : 
  - Cambray, cité de paix (1579).[réf. nécessaire]
  - Concordia res parvæ crescunt (1580), même devise que les Provinces-Unies (cf. L'union fait la force)[réf. nécessaire]
- Cannes :
  - Præmium palma victori (Une palme au vainqueur comme récompense)[HT 46],[107]
  - Qui y vient y vit, traduit en provençal par « Qui li ven li vieù »[108]
- Carcassonne : Hic oves bene natæ agnum comitantur (Ici, les brebis bien nées suivent l'Agneau)[HT 47],[109]
- Carpentras : Unitas fortitudo dissentio fragilitas (L'unité fait la force, la dissension, la fragilité)[HT 48],[110]
- Carquefou : Foliata semper quercus virens (Un chêne feuillu, toujours verdoyant)[111],[112]
- Casteljaloux : Fiat pax in virtute tua et abundantia in turribus tuis (La paix se maintienne par ta valeur et le grand nombre de tes tours)[HT 49],[113]
- Casteras : Si consistant adversum me castra non timebit cor meum (L'ennemi peut établir son camp à ma porte, mon courage ne faiblira pas)[HT 50],[114]
- Castillon-la-Bataille : 17 juillet 1453 [HT 51],[115]
- Castres : Debout [OBM 4],[116]!
- Caudéran : Lou limac cendrénous a heyt ma rénoumade.
- Chagny : E solo robur (C'est du sol que je tire ma force)[HT 52],[117]
- Challans : In viam prosperitatis et pacis (Dans la voie de la prospérité et de la paix)[118]
- Chalon-sur-Saône : Urbi non sufficit orbis (Un anneau ne suffit pas à la ville)[HT 53],[119]
- Châlons-en-Champagne : Et decus et robur (À la fois mérite et solidité)[OBM 4],[120]
- Chambéry : Custodibus istis (Sous leur garde)[121].
- Charenton-le-Pont : Præsidium et decus (Protection et honneur)[HT 54],[122]
- Charleval : Cesar de Cadenet ermas fagué cava ; a pres d'alo despiei lou biou de Charlava (César de Cadenet défricha la lande ; depuis, il a pris son essor le taureau de Charleval)[HT 55],[123]
- Charleville : Solus dedit solus protegit (Seul il donna, seul il protégea)[HT 56],[124]
- Charmes : La fidélité charme les cœurs[HT 57],[125]
- Chartres : Servanti civem querna corona datur (À celui qui sauve un citoyen est donnée une couronne de chêne)[HT 58],[126]

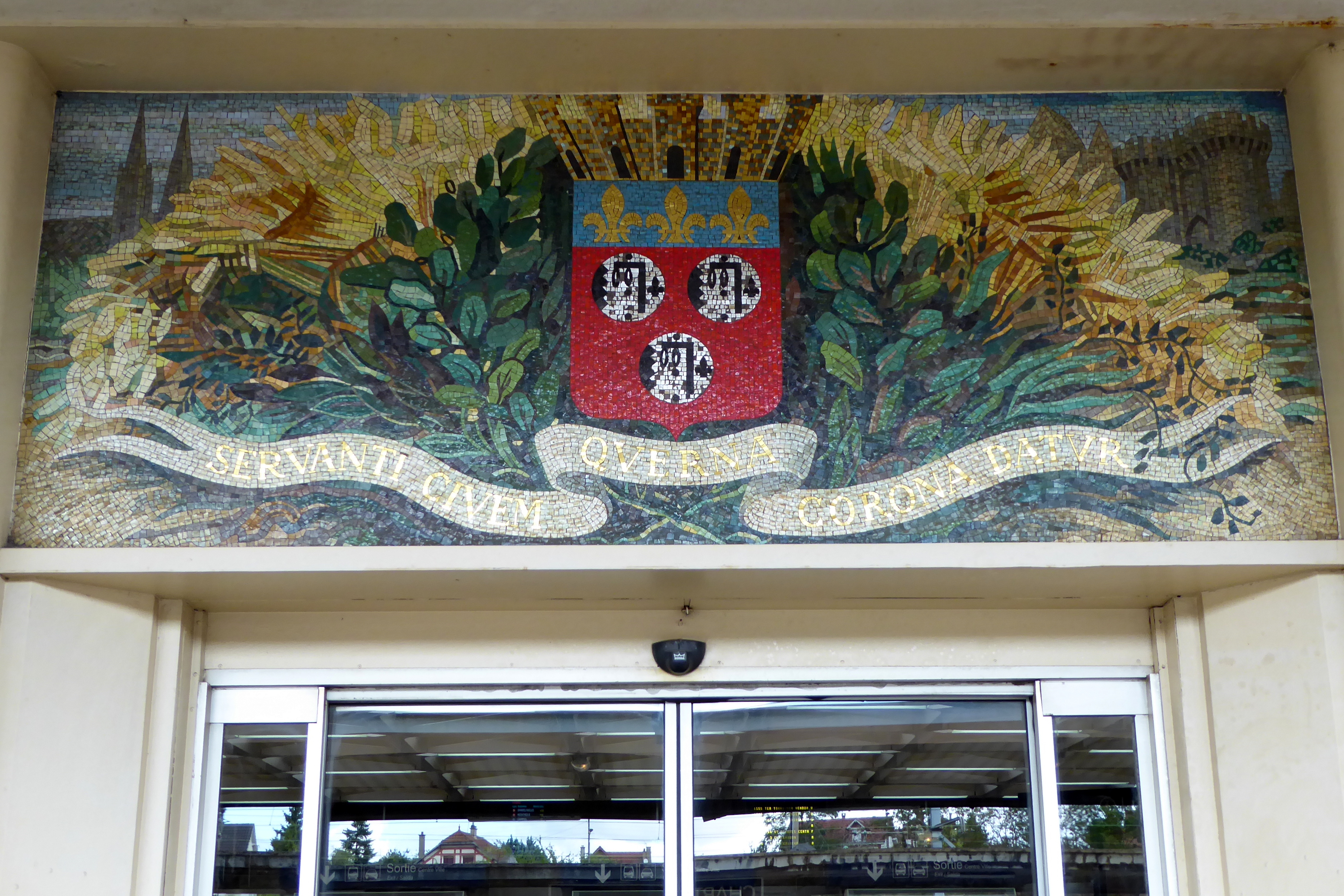
Devise de Chartres, mosaïque accueillant le visiteur à la gare.

- Châteaudun : Exstincta revivisco (Anéantie, je reprends vie)[HT 59],[127]
- Châteaurenard : Tutus in arce vigil (Un vigile en sûreté dans sa forteresse)[HT 45],[128]
- Château-Thierry : Nul ne s'y frotte[HT 60],[129]
- Châtillon-sur-Seine : Chastillon au noble Duc[HT 61],[130]
- Chauny : Tutentur Lilia turres (Ces tours puissent protéger les Lys)[HT 62],[131]
- Chauvigny : Chauvigny, chevaliers pleuvent [HT 63],[132]!
- Chevilly-Larue : Aider, servir[réf. nécessaire]
- Cherbourg : Semper Fidelis (Toujours fidèle)[133],[134].
- Chinon : Petite ville, grand renom (Depuis le XVe siècle)[réf. nécessaire]
- Chitenay : Ab igne vis oritur (C'est du feu que naît la puissance)[réf. nécessaire]
- Clairac : Ville sans Roy, soldats sans peur[135]
- Clermont-Ferrand : Arverna Civitas Nobilissima (La plus noble cité arverne)[HT 64],[136]
- Clisson : Pour ce qui me plet[HT 65],[137]
- Cognac : Fortitudo mea civium fides (La fidélité des citoyens est ma force) : même devise qu'Angoulême et Périgueux[HT 66],[138]

- Commercy : Qui mesure dure[HT 67],[139]

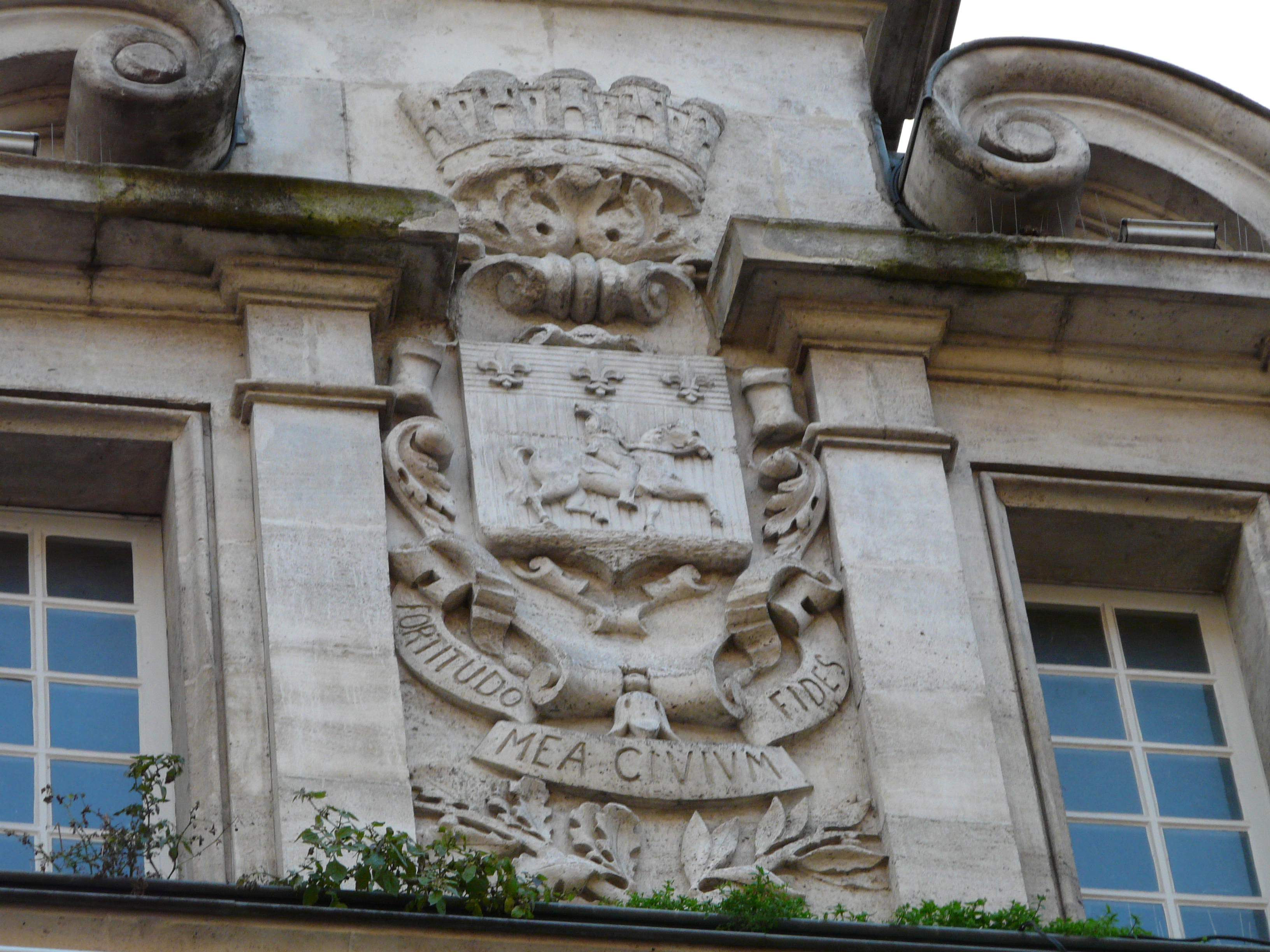
Les armoiries de Cognac sculptées sur la façade du couvent des Récollets.

- Compiègne : Regi et regno fidelissima (Très fidèle au roi et au trône)[OBM 5],[140]
- Contrexéville : Fons non fama minor (La source n'est pas inférieure à sa renommée)[141]
- Corbeil : Cor bello paceque fidum (Cœur fidèle dans la guerre comme dans la paix)[HT 68],[142]
- Coulommiers : 
  - Prudentes ut serpentes, dulces ut colombæ. (Prudents comme des serpents, simples comme des colombes)[OBM 5],[143]
  - Ingredior et egredior (J'entre et je sors)[144]
- Courbevoie : Curva via mens recta  (Courbe voie mais esprit droit)[HT 69],[145]
- Coutances :
  - Virtute et constantia  (Avec courage et constance)[HT 70],[146]
  - Semper et ubique fideles (Toujours fidèles et en toute circonstance)[147]
- Coutras : Nodos virtute resolvo (C'est par le courage que je résous les difficultés)[148]
- Craon :  Non sum timendus (Je ne suis pas à craindre)[HT 71],[149]
- Créteil : Labore fideque[150],[151]
- Crèvecœur-le-Grand : Hæret in corde gladius  (Le glaive est enfoncé dans le cœur)[HT 72],[152]

### D
- Dax : Regia Semper (Toujours royale)[HT 73],[153]
- Dieppe : Elle a bon mast, et ancre et quille[OBM 5]
- Dijon : Moult me tarde[OBM 5],[154]
- Dole : 
  - Justitia et armis Dola (Dole, par la justice et les armes)[46],[155]
  - Religio et justicia æterna urbis fata (Une ville vouée éternellement à la justice et la religion)[46],[156]
- Douai : 
  - Gloire aux vainqueurs[HT 74],[157]
  - Douay ! Douay ! (Cri)[OBM 6]
- Douarnenez : Dalc'h Mad (Tiens bon)[158]
- Doullens : Infinita decus lilia mihi præstant (Des lys sans nombre m'élèvent aux honneurs)[OBM 6],[159]
- Draguignan : Alios nutrio, meos devoro (Je nourris les autres, je dévore les miens)[HT 75],[160]
- Draveil : Inter undas et arbores (Entre les eaux et les arbres)[161]
- Dreux : Au guy l'an neuf [HT 76],[162]
- Dunkerque : 
  - Dunkerque a bien mérité de la Patrie[163]
  - Dunkerque ville héroïque, sert d'exemple à toute la Patrie[163]

### E
- Égletons : Inania Pello (Refuse ce qui est vain)[164]
- Elbeuf : 
  - Tali fulcimine crescet (Avec un tel soutien, elle grandira)[HT 77],[165]
  - Tout le monde y travaille[OBM 6],[166]
- Enghien-les-Bains : Fontes dant robur virtutemque (Les eaux donnent force et énergie)[HT 78],[167]
- Étoile-sur-Rhône : Non lucet omnibus (Elle ne brille pas pour tous)[HT 79],[168]
- Eu : Hæc tantum sævit in hostes (Il ne sévit que contre les ennemis)[HT 80],[169]
- Évian : 
  - Utinam remora  (Puisse-t-elle être le rémora !)[HT 81],[170]
  - Deo et regi fidelis perpetuo  (Toujours fidèle à Dieu et à son roi)[HT 81],[171]
- Évry : Labor omnia vincit (Le travail vient à bout de tout)[réf. nécessaire]
- Eygalières : Aquilarum rupes (Rocher des aigles)[172]
- Eyguières : L'aïgo fai veni poulit  (L'eau fait devenir joli)[HT 82],[173]

### F
- Felletin : In hoc signo vinces  (Par ce signe tu vaincras)[HT 83],[174]
- Feurs : Forum Segusiavorum (Forum des Ségusiaves)[HT 84],[175]
- Fleurance : Florencia floruit floret semperque florebit (Fleurance a fleuri, fleurit et toujours fleurira)[HT 85],[176]
- Foix : Toque y si gauses (Touche-z-y si tu l'oses)[HT 86],[177]
- Fontenay-le-Comte : Felicium ingeniorum fons et scaturigo (Source féconde en heureux génies)[HT 87],[178]
- Fontenay-sous-Bois : Querno sub tegmine fontes (Des sources sous le couvert du chêne)[HT 88],[179]
- Forcalquier : Pus aut que les Aup (Plus haut que les Alpes)[HT 89],[180]
- Forges-les-Eaux : Ferro et aqua (Du fer et de l'eau)[HT 90],[181]
- Fourmies : Travail. Probité [HT 91],[182]
- Fréjus : Julius Cæsar Nominavit, Napoleo Magnus Ilustravit (Jules César la nomma, Napoléon Ier la rendit illustre)[réf. nécessaire]

### G
- Gaillon : « Fiat Lux »[183] - « que la lumière soit »
- Gannat : N'y touche si gant n'as[HT 92],[184]
- Gentilly : Gentil soyez, gentil serai [HT 93],[185]
- Gray : Triplex victoria flammis  (Trois fois victorieuse des flammes)[HT 94],[186]
- Grenoble : Sigillum civitatis Gratianopolis (légende) [OBM 6]
- Hagetmau : Labore crescit  (Elle a grandi par son travail)[HT 95],[187]

### H
- Ham : Mon myeux  [HT 96],[188].

### I
L'Île-d'Yeu : In Altum Lumen Et Perfugium « Lumière et refuge en haute mer ».

### J
- Jargeau : Lilia terna gero, triplex mihi et annulus armis (Je porte trois lys et un triple anneau dans mes armes)[HT 92],[190]
- Joinville : Omnia tuta time  (Tout ici est sous protection, prends garde !)[HT 97],[191]

### L
- La Charité-sur-Loire : In varietate securitas sub Lilio (Au milieu des changements, la sécurité est sous le Lys)[HT 98],[192]
- L'Haÿ-les-Roses : In pace bellisque resplendet (Elle brille dans la paix comme dans la guerre)[HT 99],[193]
- Landerneau : Souviens-toi de tes racines[réf. nécessaire]
- Landrecies : Les habitants de Landrecies ont bien mérité de la Patrie[HT 100],[194]
- Langeais : Alæ gaviæ vicus[réf. nécessaire]
- Langres : 
  - Civitas antiqua Lingorum (Cité antique des Lingons)[HT 101],[195]
  - Mihi sunt sacra lilia cordi (Les lys sont sacrés à mon cœur)[HT 101],[196]
- Lannion : Laus deo[OBM 7]
- La Réole : Urbs Regula ducatus aquitaniæ (La Réole, ville du duché d'Aquitaine)[OBM 8],[197]
- La Roche-sur-Yon (Napoléon-Vendée pendant le second empire) : 5 prairial an XII (25 mai 1804 : Fondation de la ville nouvelle de La Roche-sur-Yon par Napoléon Ier)[OBM 9]
- La Rochelle : Servabor rectore Deo (Dieu sera mon guide et mon protecteur)[OBM 8],[198]
- Laval : Eadem mensura (D'une même mesure)[HT 102],[199]
- Le Blanc : Sans tache comme lui[HT 103],[200]
- Le Cannet-des-Maures : Fulgebunt justi tanquam scintillæ in arundineto (Les justes scintilleront comme la lumière qui luit à travers une roselière)[HT 104],[201]
- Le Havre : Nutrisco et extinguo (Je nourris [les bonnes flammes] et j'éteins [les mauvaises])[HT 105],[202]
- Le Neubourg : Travail vaut richesse[203]
- Le Touquet-Paris-Plage : Fiat lux, fiat urbs où la lumière (lux) représente les deux phares qui furent construits dès l'origine de la ville (urbs)[204].
- Les Andelys : Fecit Utraque Unum (Deux qui n'en firent qu'une)[HT 106],[205]
- Les Mées : De rosis ad lilia (Des roses aux lys)[OBM 6],[206]
- L'Île-d'Yeu : In altum lumen et perfugium (Lumière et refuge en haute mer)[207]
- Limoges : Dieus gart la vila e Sent Marsals la gent (occitan ancien). Version française : Dieu garde la ville et Saint-Martial son peuple[208]
- L'Isle-Jourdain Hospes Atque Fidelis (Accueillante et fidèle)[réf. nécessaire].
- L'Isle-sur-Sorgue : Ardet in hostem  (Il est ardent contre l'ennemi)[HT 99],[209]
- Lorient : Ab oriente refulget (C'est de l'orient qu'elle reçoit son éclat)[HT 107],[210]
- Louviers : Loviers le Franc[OBM 6],[211]
- Luisant : Nil mirari (Ne s'étonner de rien)[réf. nécessaire]
- Lure : Undique nos tuere (Protège-nous de tous côtés)[46],[212]
- Lyon: 
  - Avant ! Avant ! Lion le Melhor [213]
  - Suis le Lion qui ne mord point, sinon quand l'ennemi me poingt[214]
  - Ung Dieu, [ung Roy, ] une Loy, une Foy[215]
  - Virtute duce, comite fortuna (La vertu pour guide, la chance pour compagne)[216]
  - Lyonnais toujours [217]

### M
- Magenta : J’y suis, j’y reste ![218]
- Manosque :
  - Urbs florida (Ville fleurie)[HT 108],[219]
  - Omnia in manu Dei sunt (Toutes choses sont entre les mains de Dieu)[HT 108],[220]
- Marignane : Marignana civitas[221]
- Marmande : Sigillum concilii de marmanda[réf. nécessaire]
- Marseille : 
  - Actibus immensis urbs fulget Massiliensis (La Ville de Marseille brille par ses hauts faits)[HT 109],[222]
  - Massiliam vere Victor civesque tuere ([Saint] Victor protège vraiment Marseille et ses citoyens) [HT 109],[223]
  - Massilia civitas[HT 109],[224]
  - Fama volat (Sa renommée s’étend à tire-d’aile) [1704][HT 109]
  - Illustrat quos summa fides (Ils s’illustrent  par une très grande fidélité) [1705][HT 109]
  - Regibus suis semper fidelis (Toujours fidèle à ses rois) [1816][HT 109]
  - Eximia civitas  (Ville remarquable) [1816][HT 109],[225]
- Martigues : Tuta manet in pelago damnoque fit tutior » (elle reste forte dans la mer calme et devient plus forte dans la tourmente)[226]
- Melun : Fida muris usque ad mures  (Foi en ses murs jusqu'aux rats)[HT 110],[227]
- Mende : Tenebrae eam non comprehenderunt (Les ténèbres ne m'ont pas envahie)[réf. nécessaire]
- Metz : Si nous avons paix dedans, nous aurons paix dehors[228]
- Meyrargues : Conserve ma devise, elle est chère à mon cœur, les mots en sont sacrés, c'est l'amour et l'honneur[229].
- Milly-la-Forêt : Ma force d'en haut[HT 24],[230]
- Miramont-de-Guyenne : Le fort ceans portoit le faible [1494] (Le riche payant pour le pauvre)[231]
- Montargis : Sustinet labentem  (Elle soutient le trône chancelant) [232]
- Montbéliard : Dieu seul est mon appuy[233],[46],[234]
- Montbrison : Ad expiandum hostile scelus[235].
- Montdidier : Cultissima (Très cultivée)[HT 111],[236]
- Montlhéry : Meminerit se Deum habere testem (Qu'elle se souvienne qu'elle a Dieu pour témoin)[HT 111],[237]
- Montmagny : Acta non verba (Agissons sans discussion)[238].
- Montpellier
  - Are Maria [OBM 6]!
  - Virgo Mater, natum ora, ut nos juvet omni hora (Vierge mère, priez votre Fils, pour qu'il nous vienne en aide à toute heure)[OBM 6].
- Morlaix : S'ils te mordent, mords-les[OBM 6],[239]
- Mulhouse : Omnia Vincit Labor Improbus[réf. nécessaire]

### N
- Nancy : 
  - Non inultus premor (On ne s'attaque pas à nous impunément)[HT 112],[240]
  - Aculei mei acuti in corda inimicorum regis (Mes piquants acérés dans le cœur des ennemis du roi)[HT 112],[241]
  - Non inultus premor (qui s'y frotte s'y pique) [242]
- Nantes :
  - Oculi omnium in te sperant, Domine (Tous les yeux sont pleins d'espoir en toi, Seigneur)[HT 113],[243]
  - Favet Neptunus eunti (Neptune le favorise quand il s'en va)[HT 113],[244]
- Nérac : Christus sol justitiæ (Christ, soleil de justice)[OBM 10],[245]
- Nice : Nicæa civitas fidelissima (Nice cité très fidèle)[HT 114],[246]
- Nîmes : Colonia Nemausensis (Colonie nîmoise)[247]

### O
- Oraison : Sempre a Dieu auresoun (Il faut toujours prier Dieu)[HT 115],[248]
- Orléans : Hoc vernant lilia corde (Par ce cœur les lys fleurissent)[HT 116],[249]
- Orthez : Toque y si gauses (Touche-z-y si tu l'oses)[HT 86],[250]

### P

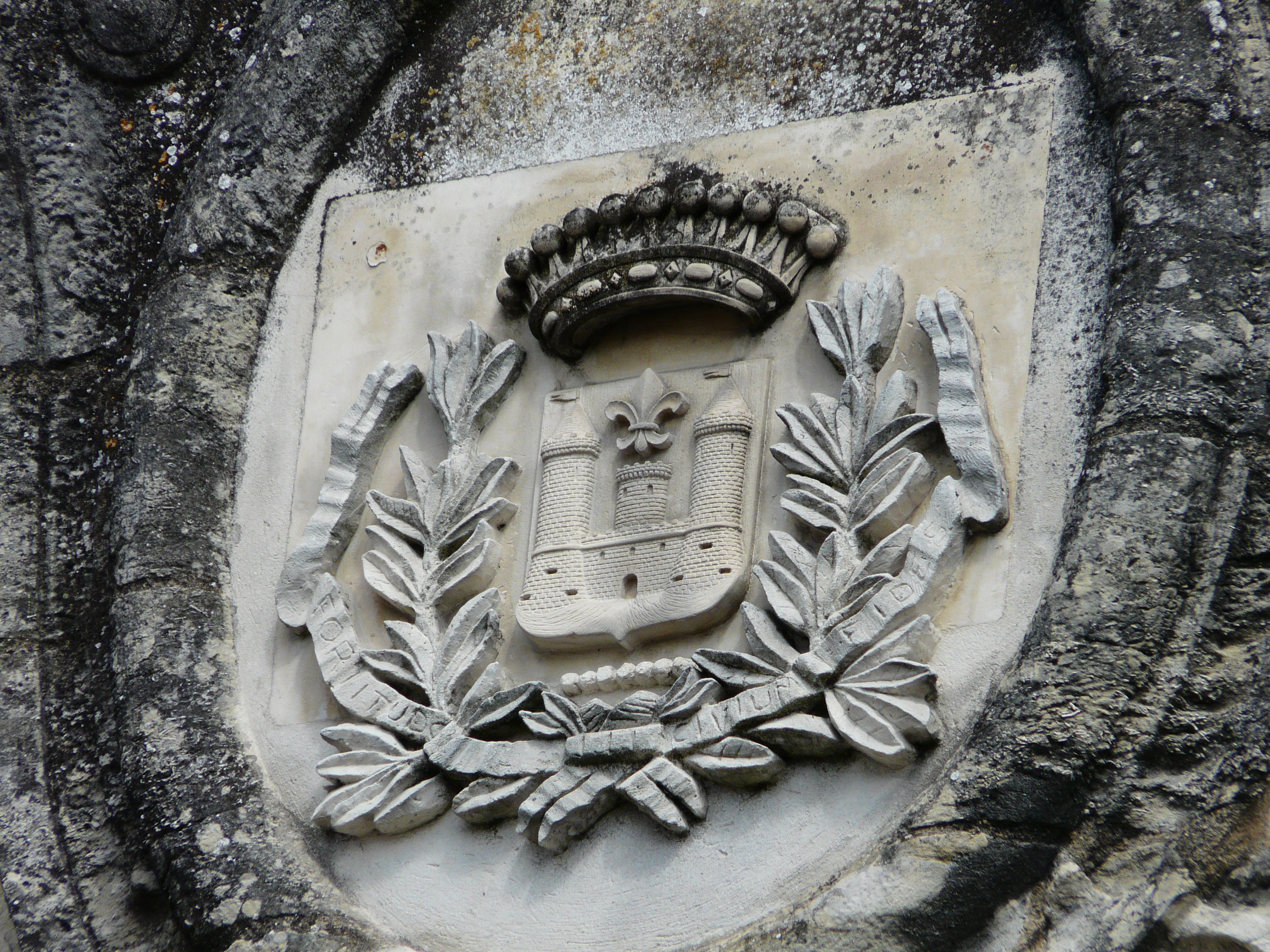
Blason et devise de Périgueux.

- Parentis-en-Born : Illius Parentis ora[251]
- Paris : Fluctuat nec mergitur (Il est agité par les flots et il ne sombre pas)[OBM 10],[252]
- Pau : Urbis palladium et gentis (Protectrice de la ville et de son peuple)[HT 117],[253]
- Peille : « Vivere liberi aut Mori » (Vivre libre ou mourir)[254].
- Périgueux : Fortitudo mea civium fides (Ma force est dans la fidélité de mes citoyens) : même devise que pour Angoulême et Cognac[255])
- Perpignan : Fidelissima vila de Perpinyà (Très fidèle ville de Perpignan)[256]
- Pierrefonds:  Qui veult, peult[HT 73],[257]
- Plogoff : Figure de proue de l'Europe[réf. nécessaire].
- Poitiers : « Sainte, saine et savante » [258]
- Poligny : À Dieu plaise[HT 118],[259]
- Pontarlier : Pontarlier ! Pontarlier ! (Devise et cri)[46]
- Pontoise : Deo regique fidelis (Fidèle à Dieu et au roi)[260],[261]
- Portets : Port je fus, Vignoble je reste[262].

### Q
- Quimper : Unanet e vimp kreñv (Unis nous serons forts)[263]

### R
- Reims : Dieu en soit garde[OBM 10],[264]
- Redon : Redon, petite ville grand renom[265]
- Rennes : À ma vie[266]
- Roanne :
  - Sylvis increscit et undis (« C'est aux forêts et aux rivières qu'elle doit sa croissance » en latin)[267]
  - Crescam et lucebo (« Je croîtrai et je brillerai » en latin)[268]
- Rodez : Ruthena, fidelis Deo et Regi (« Rodez, fidèle à Dieu et au Roi » en latin)[OBM 8],[269]
- Roscoff : 
  - la (« À rei a squei a tao » en anglais)[HT 119],[270]
  - la (« Ro, sco » en anglais)[OBM 8],[271]

- Roubaix : Probitas industria (« Honnêteté et travail » en latin)[272].

- Rouen : la (« Civitas populusque Rothomagensis » en anglais)[273]
- Royan : Ne m'oubliez[274]
- Rumilly : Et capoë ! (Et alors !)[HT 120],[275]

### S
- Saint-Denis : Montjoye Saint-Denys [OBM 8],[276]!
- Saint-Denis (La Réunion) : Praeter omnes angulus ridet (Entre tous, ce coin de terre me sourit)[277]
- Saintes : Aultre ne veult[HT 121],[278]
- Saint-Germain-en-Laye : 5 7bre 1638[HT 122],[279]
- Saint-Laurent-du-Var :  Digo li que vengon (« Dis-leur qu'ils viennent » en provençal)[280]
- Saint-Macaire : Olim Ligena nunc Sancti Macarii urbs nomine est (Autrefois Ligena, maintenant ville au nom de Saint Macaire)[281].
- Saint-Malo : Semper fidelis (Toujours fidèle)[282] Blason sculpté de Saint-Malo.

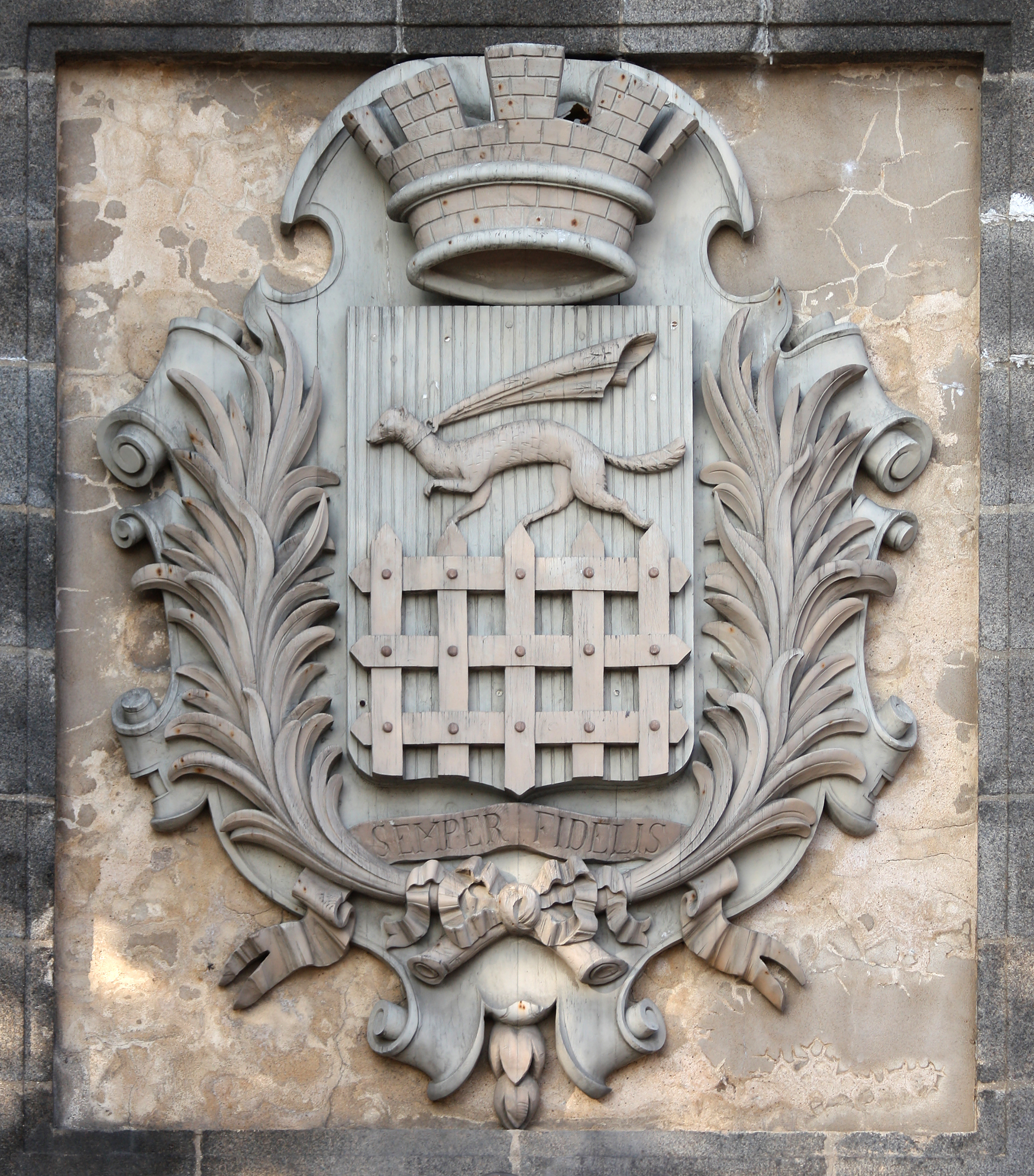
Blason sculpté de Saint-Malo.

- Saint-Nazaire : Aperit et nemo claudit (Elle ouvre et personne ne ferme)[HT 123],[283]
- Saint-Omer : Fideles Audomarenses (Fidèles Andomarois)[HT 124],[284]
- Saint-Paul-Trois-Châteaux : Tricastinensis civitas (Cité des Tricastins)[réf. nécessaire].
- Saint-Philbert-de-Grand-Lieu : Fortitudo Mea Civium Fides (Je tire ma force de la loyauté de mes citoyens)[285].
- Saint-Pol-de-Léon : Non offendo, sed defendo (Je n'offense pas mais je défends)[OBM 11],[286]
- Saint-Quentin : Pro deo, rege, et patria (Pour Dieu, le roi, et la patrie)[287]
- Saint-Tropez : Ad usque fidelis (Fidèle jusqu'au bout)[288],[289]
- Sarlat : Fidelis deo et regi[OBM 11] (même devise que Rodez)
- Sarrebourg : Urbs Sarraburgiensis cum ipsis hostem repulit et repellit[OBM 11].
- Saumur :
  - Hic murus aheneus esto (Sois d'arain comme ce mur)[HT 125],[290]
  - Moenia fallunt hostem (Une muraille en impose à l'ennemi)[HT 125],[291]
- Sauveterre-de-Guyenne : Saoubeterre bile de guerre, lou qu'y es pas passat n'es pas boun sourdat[réf. nécessaire].
- Sedan :
  - N'a qui veut La Marck[HT 126],[292]
  - Undique robur (De la robustesse de tous les côtés)[OBM 11],[293]
- Sens
  - Urbs antiqua senonum, nulla expugnabilis arte (Ville antique des Sénons, aucune ruse n'en peut triompher)[HT 127],[294]
  - Fidelis et inexpugnabilis arte[OBM 12].
- Servance : Patrum et patriæ honorem servans (Aux anciens et à la patrie, le respect conservé)[4].
- Sèvres: Toujours en sève[295]
- Sisteron : Tuta montibus et fluviis (Protégée par les montagnes et les rivières)[HT 128],[296]
- Surgères : Post tenebras, spero Lucem (Après les ténèbres, j'espère la lumière)[297].
- Suresnes : Nul ne sort de Surenne, qui souvent n'y revienne[298]

### T
- Tarascon : Concordia Felix (Heureuse dans la bonne entente)[HT 129],[299]
- Thiers : Labor omnia vincit Devise et blason de Thiers.

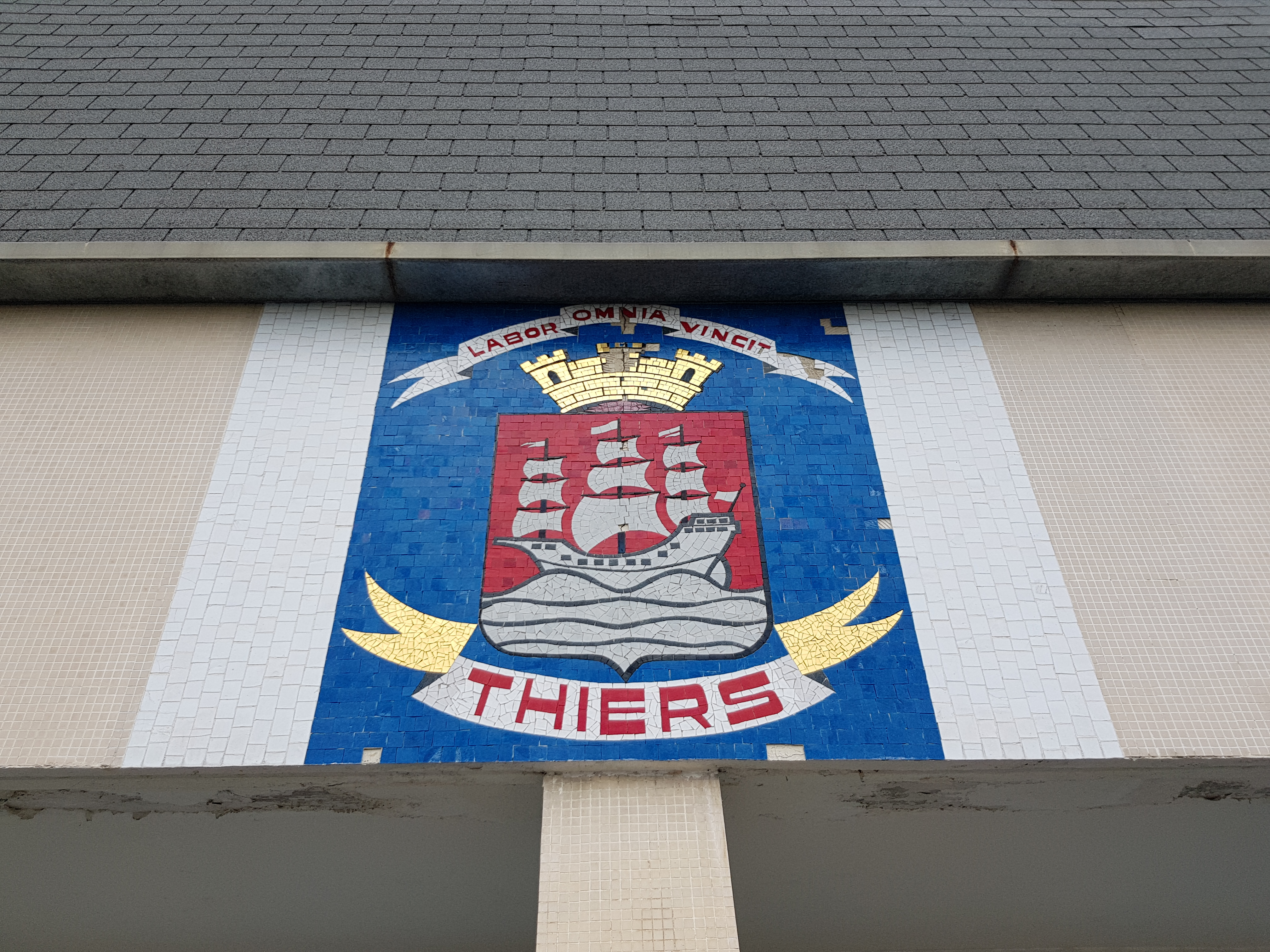
Devise et blason de Thiers.

- Toul : Pia, prisca, fidelis (Pieuse, très ancienne, fidèle)[HT 130],[300]
- Toulon : Concordia parva crescunt (Dans la concorde, tout prend son essor)[HT 131],[301]
- Toulouse : Tolosa palladia (Toulouse chère à Pallas)[HT 132],[302]
- Tours : Sustinent lilia turres (Les tours apportent leur soutien aux Lys)[OBM 12],[303]
- Tulle : Sunt rupes virtutis iter (Il y a des rochers sur la route de la vertu)[304].

### U
- Uzerche : Non polluta (sans souillure)[305]

### V
- Valence : Unguibus et Rostro (« Avec des griffes et un bec » = Bec et ongles)[HT 133],[306]
- Valenciennes : Valenciennes a bien mérité de la Patrie[HT 134],[307]
- Vannes : À ma vie (Da'm Buhez en breton)[308]
- Vervins : Dieu en soit garde[HT 135],[309]
- Vienne : Vienna civitas sancta[OBM 12],[310]
- Vigneux-sur-Seine : E flumine surgens (Sortie du fleuve)[311]
- Villeneuve-d'Ascq : Tres in uno (Trois en un)[312]
- Villers-Cotterêts : Nutrisco et extinguo (Je nourris et j'éteins)[HT 136],[313]
- Vitry-le-François : Nutrisco et extinguo (Je nourris et j'éteins)[HT 137],[314]
- Vittel : Fonte revivisco  (Par la source je revis)[315]
- Voiron : Vis mea in labore (ma force est dans le travail) [316]

### Algérie française
- Arzew : Portus magnus (Grand port).
- Attatba : Ense et aratro (Par l'épée et par la charrue), Devise du maréchal Bugeaud, alors qu'il était gouverneur de l'Algérie.
- Bône : Ferit et alit (Il pique et il nourrit).
- Boufarik : Ense et Aratro (Par l'épée et par la charrue), Devise du maréchal Bugeaud, alors qu'il était gouverneur de l'Algérie.
- Bougie : Je parviendrai.
- Cherchell : Cæsare Jubæ regia urbs Apollonis.
- Collo : Audaces fortuna juvat (La fortune sourit aux audacieux).
- Marnia : Numerus syrorum (ancien nom latin de Marnia).
- Nemours : Fratres Semper Vigilantes (Frères toujours vigilants).
- Orléansville : Castellum tingitanum.
- Philippeville : Laborem honoremque fati nostri pignora habemus (Le travail et l'honneur sont les gages de notre avenir).
- Saint-Arnaud : Labor improbus omnia vincit (Un travail opiniâtre vient à bout de tout).
- Sétif : Sitifis colonia (ancien nom latin de Sétif).
- Sidi-Bel-Abbès : Pax et labor (Paix et travail).
- Souk Ahras : Labuntur anni illa viret (Passent les années, lui est vigoureux).

## Haïti
- Delmas : Une ville, une vision/ Dieu, patrie, amour[réf. nécessaire]
- Gressier : Une ville, une responsabilité[réf. nécessaire]

## Irlande (République)
- Cork : Statio Bene Fida Carinis (Un port sûr pour les navires)[317]
- Dublin : Obedientia Civium Urbis Felicitas (Heureuse est la ville où les citoyens obéissent)[318]
- Limerick : Urbs Antiqua Fuit Studiisque Asperrima Belli (Une ville ancienne bien versée dans les arts de la guerre)[319]
- Waterford : Urbs Intacta Manet Waterfordia (Waterford reste la ville insoumise)[320]

## Italie
- Alexandrie : Deprimit elatos, levat Alexandria stratos (Alexandrie humilie les orgueilleux et exalte les humbles)[réf. nécessaire]
- Asti : Aste nitet mundo sancto custode Secundo (Asti brille dans le monde grâce à son saint gardien Secondo)[réf. nécessaire]
- Bologne : Libertas (Liberté)[réf. nécessaire]
- Catane : Catania tutrix regum (Catane tutrice des rois)[réf. nécessaire]. Les devises plus anciennes sont Melior De Cinere Surgo (Je renais meilleure de mes cendres)[réf. nécessaire] et Armis Decoratur, Litteris Armatur (Décorée avec les armes, armée avec les lettres).[réf. nécessaire]
- Coni : Fide par sagunto virtute superior[réf. nécessaire].
- L'Aquila : Immota pubblica hic salus manet (Elle reste ferme à l'avantage de tous)[réf. nécessaire]
- Modène : Avia pervia (Les choses difficiles deviennent faciles)[réf. nécessaire]
- Parme : Hostis turbetur quia Parmam Virgo tuetur (Que l'ennemi tremble car la Vierge protège Parme)[réf. nécessaire]
- Pesaro : Perpetua et firma fidelitas (Fidélité éternelle et ferme)[réf. nécessaire]
- Rome : Senatus populusque Romanus (Le Sénat et le peuple romain)[réf. nécessaire]
- Tivoli : Tibur superbum (Tivoli la superbe)[réf. nécessaire]
- Venise : Pax tibi Marce, Evangelista meus (Paix à toi Marc, mon évangéliste)[réf. nécessaire]
- Verceil : Potius mori quam foedari (Mourir est mieux que trahir)[réf. nécessaire]

## Nouvelle-Zélande
- Auckland : Advance (Avance)[321]
- Christchurch : Fide condita, fructu beata, spe fortis (Fondée par la foi, riche de son fruit, forte d'espérance)[321]
- Dunedin : Maiorum institutis utendo (Suivant les pas de nos ancêtres)[321]
- Wellington : Suprema a situ (Dominante par sa position)[321]

## Pays-Bas
- Amsterdam : Heldhaftig, vastberaden, barmhartig (Vaillant, déterminé, charitable)[322]

## Pérou
- Lima: Hoc signum vere regum est (Celui-ci est le véritable signe des rois)[réf. nécessaire]

## Pologne
- Łódź : Ex navicula navis (D'un bateau un navire)[323]
- Varsovie : Semper invicta (Toujours invincible)[324]

## Royaume-Uni

### Angleterre
- Alnwick : Service Whith Justice[325]
- Ashford : With Stronger Faith (Avec la foi plus forte)[326]
- Bath : Aquae Sulis (Les eaux de Sul)
- Blackpool : Progress (Progrès)
- Blyth Valley : We grow by industry (Nous grandissons par l'industrie)
- Bournemouth : Pulchritudo et Salubritas (beauté et santé)[327]
- Bradford : Progress, Industry, Humanity (Progrès, Industrie, Humanité)[328]
- Brentwood (Essex) : Ardens Fide (latin : Brûlant de foi)[329]
- Brighton (et Hove) : Inter Undas et Colles Floremus (Entre mer et collines nous prospérons)
- Bristol : Virtute et Industria (latin : Par la vertu et l'industrie)[330]
- Burnley : Hold to the Truth (Tenez à la vérité)[331]
- Canterbury : Ave Mater Angliae (latin : Salut mère de l'Angleterre)[332]
- Carlisle : Be Just and Fear Not (Soyez juste et ne craignez pas)[333]
- Chelmsford : Many hearts, one mind (beaucoup d'esprits, d'un seul cœur)[334]
- Cheltenham : Salubritas et Eruditio (santé et éducation)[335]
- Chesham : Serve one another (servir l'autre). Épître aux Galates chapitre V, verset 13[336].
- Chester : Antiqui Colant Antiquum Dierum (Que les anciens vénèrent l'Ancien des Jours)
- Christchurch (Dorset) : Where time is pleasant et For Fidelity and Freedom[337]
- Coventry : Camera Principis (La chambre du Prince)[338]
- Crewe et Nantwich : Semper Progrediamur (Allons toujours de l'avant)[339]
- Darlington : Optima Petamus (Cherchons le meilleur)[340]
- Exeter : Semper fidelis (Toujours Fidèle)
- Gloucester : Fides invicta triumphat (Unconquered faith triumphs)[341]
- Lancaster : Luck to Loyne (Chance à la Lune (la rivière de Lancaster))
- Leeds :  Pro Rege et Lege (Pour le Roi et le Droit)[342]
- Leicester :  Semper Eadem (Toujours la même)[343]
- Lincoln : Civitas Lincolnia (La cité de Lincoln)
- Liverpool : Deus Nobis Haec Otia Fecit (Un dieu nous a procuré ces loisirs)[344]
- Londres et Cité de Londres : Domine dirige nos (Seigneur, dirige-nous)[345],[346]
- Boroughs de Londres:
  - Barking et Dagenham : Dei Gratia Probemur Rebus (Par la grâce de Dieu, que nous soyons jugés par nos actes)[346]
  - Barnet : Unitas Efficit Ministerium (L'unité fournit le service)[346]
  - Bexley : Boldly and Rightly (Hardiment et justement)[346]
  - Brent : Forward Together (En avant ensemble)[346]
  - Bromley : Servire Populo (Servir le peuple)[346]
  - Camden : Non Sibi Sed Toti (Pas pour soi-même, mais pour tous)[346]
  - Croydon : Ad Summa Nitamur (Efforçons-nous à la perfection)[346]
  - Ealing : Progress with Unity (Avancer avec unité)[346]
  - Enfield : By Industry Ever Stronger (Par l'industrie toujours plus forte)[346]
  - Greenwich : We Govern By Serving (Nous gouvernons par servant)[346]
  - Hammersmith et Fulham : Spectemur Agendo (Que nous soyons jugés par nos actions)[346]
  - Haringey : Progress with Humanity (Avancer avec humanité)[346]
  - Harrow : Salus Populi Suprema Lex (Le salut du peuple est la loi suprême)[346]
  - Havering : Liberty (Liberté)[346]
  - Hillingdon : Forward (En avant)[346]
  - Hounslow : Iuncti Progrediamur (Que nous avancions ensemble)[346]
  - Islington : We Serve (Nous servons)[346]
  - Kensington et Chelsea : Quam Bonum In Unum Habitare (Comme il est bon de vivre dans l'unité)[346]
  - Lambeth : Spectemur Agendo (Que nous soyons jugés par nos actions)[346]
  - Lewisham : Salus Populi Suprema Lex (Le salut du peuple est la loi suprême)[346]
  - Merton : Stand Fast In Honour And Strength (Tenir ferme avec honneur et force)[346]
  - Newham : Progress With The People (Avancez avec le peuple)[346]
  - Redbridge : In Unity, Progress (Le progrès dans l'unité)[346]
  - Southwark : United To Serve (Unis pour servir)[346]
  - Sutton : Per Ardua In Fide Servite Deo (À travers les difficultés, servez Dieu dans la foi)[346]
  - Tower Hamlets : From Great Things To Greater (De grandes choses à des plus grandes)[346]
  - Waltham Forest : Fellowship Is Life (La fraternité est la vie)[346]
  - Wandsworth : We Serve (Nous servons)[346]
  - Westminster : Custodi Civitatem Domine (Garde la cité, Seigneur)[346],[347]
- Manchester : Concilio et Labore (Par conseil et travail)[348]
- Newcastle upon Tyne : Fortiter Defendit Triumphans (latin : Triomphant par défense brave)[349]
- Nottingham : Vivit Post Funera Virtus (latin : La vertu survit à la mort)[350]
- Oxford : Fortis est veritas (La vérité est forte)[351]
- Peterborough : Upon this rock (Sur ce rocher)[352]
- Plymouth : Turris fortissima est nomen Jehovah (la plus forte tour est le nom de Jehovah (Psaume 18))[353]
- Portsmouth : Heaven's Light Our Guide (la lumière des cieux est notre guide)[354]
- Sevenoaks : Floreant Septem Quercus (Que les sept chênes fleurissent)[réf. nécessaire]
- Sheffield : Deo Adjuvante, Labor Proficit (Avec l'aide de Dieu, notre travail est marqué de succès)[355]
- Stoke-on-Trent : Vis Unita Fortior (la force unie est plus forte)[356]
- Windsor et Maidenhead : In Unitate, Felicitas (Dans l'unité, la félicité)
- Wolverhampton : Out of darkness cometh light (Hors du noir vient la lumière)[357]

### Écosse
- Aberdeen : Bon Accord[358]
- Arbroath : Libertatem Propter (Pour la liberté)[359]
- Braemar : Mak Siccar (Écossais: Assurez-vous)[360]
- Clackmannanshire : Leuk aboot ye (Scots)[361]
- Clydebank : Labore et Scientia (par le travail et par les connaissances)[362]
- Dundee : Dei Donum (Don de Dieu), et Prudentia et Candore (Par la prévoyance et la sincérité)[363]
- Édimbourg : Nisi Dominus frustra (Si Dieu [ne garde de la cité, garde du veilleur] est vaine. Psaume 127)[364]
- Falkirk : Touch Ane, Touch Aw - Better meddle wi the Deil than the bairns o Falkirk (Scots) ou Ane For A'[365]
- Forfar : Ut quocumque paratus[366]
- Glasgow :  Let Glasgow Flourish (Que Glasgow prospère)[367]
- Inverness : Concordia et Felicitas (Concorde et félicité)[368]
- Perth : Pro Rege, Lege et Grege (Pour le Roi, la Loi et le Peuple)[369]
- Thurso : Wark To God (scots : Travaillez à Dieu) [370]

### Irlande du Nord
- Belfast : Pro tanto quid retribuamus (Que rendrai-je à Yahweh pour tous ses bienfaits à mon égard !) Ps 116, verset 12[371]
- Derry : Vita, Veritas, Victoria (La vie, la vérité, la victoire)[372]

### Pays de Galles
- Cardiff : Y Ddraig Goch Ddyry Cychwyn (gallois : Le dragon rouge sera en tête)[373]
- Newport : Terra Marique (Par la terre et la mer)[374]
- Swansea : Floreat Swansea (Que Swansea prospère)[375]

## Suisse
- Genève : Post Tenebras Lux (Après les ténèbres, la lumière)[376]
- Le Locle : Qualité de vie [377]

## Turquie
- Antioche : Nescit Labes Virtus[réf. nécessaire]

## Pour approfondir